# Boerhavia
Boerhavia is een geslacht uit de familie Nyctaginaceae. De soorten uit het geslacht komen wereldwijd voor in warmgematigde tot (sub)tropische regio's. Het geslacht is vernoemd naar de Nederlandse botanicus Herman Boerhaave.

## Soorten
- Boerhavia acutifolia (Choisy) J.W.Moore
- Boerhavia alamasona Rose
- Boerhavia alata S.Watson
- Boerhavia albiflora Fosberg
- Boerhavia angustifolia L.
- Boerhavia anisophylla Torr.
- Boerhavia arabica (Meikle) Govaerts
- Boerhavia australis (Meikle) Govaerts
- Boerhavia bracteosa S.Watson
- Boerhavia burbidgeana Hewson
- Boerhavia capitata (Choisy) Heimerl
- Boerhavia chrysantha Barneby
- Boerhavia ciliata Brandegee
- Boerhavia coccinea Mill.
- Boerhavia cordobensis Kuntze ex Heimerl
- Boerhavia coulteri (Hook.f.) S.Watson
- Boerhavia crispifolia Fosberg
- Boerhavia deserticola Codd
- Boerhavia diandra L.
- Boerhavia dichotoma Hochst. ex Walp.
- Boerhavia diffusa L.
- Boerhavia dominii Meikle & Hewson
- Boerhavia elegans Choisy
- Boerhavia erecta L.
- Boerhavia fistulosa Fosberg
- Boerhavia gardneri Hewson
- Boerhavia glabrata Blume
- Boerhavia gracillima Heimerl
- Boerhavia graminicola Berhaut
- Boerhavia herbstii Fosberg
- Boerhavia hereroensis Heimerl
- Boerhavia hitchcockii Standl.
- Boerhavia hualienensis Shih H.Chen & M.J.Wu
- Boerhavia lantsangensis (D.Q.Lu) Govaerts
- Boerhavia lateriflora Standl.
- Boerhavia linearifolia A.Gray
- Boerhavia litoralis Kunth
- Boerhavia maculata Standl.
- Boerhavia megaptera Standl.
- Boerhavia mutabilis R.Br.
- Boerhavia octandra S.Watson
- Boerhavia orbicularifolia Struwig
- Boerhavia paludosa (Domin) Meikle
- Boerhavia periplocifolia Comm. ex Vahl
- Boerhavia plicata Bojer
- Boerhavia procumbens Banks ex Roxb.
- Boerhavia pterocarpa S.Watson
- Boerhavia pulchella Griseb.
- Boerhavia punarnava Saha & K.H.Krishnam.
- Boerhavia purpurascens A.Gray
- Boerhavia repens L.
- Boerhavia repleta Hewson
- Boerhavia rosei Standl.
- Boerhavia schinzii Heimerl
- Boerhavia schomburgkiana Oliv.
- Boerhavia spicata Choisy
- Boerhavia stellata Bojer
- Boerhavia tarapacana Phil.
- Boerhavia tetrandra G.Forst.
- Boerhavia torreyana (S.Watson) Standl.
- Boerhavia traubae Spellenb.
- Boerhavia triquetra S.Watson
- Boerhavia tsarisbergensis Govaerts
- Boerhavia verbenacea Killip
- Boerhavia weberbaueri Heimerl
- Boerhavia wrightii A.Gray
- Boerhavia xantii S.Watson